# Landhaus von dem Bussche
Das Landhaus des Dr. med. Freiherr von dem Bussche liegt im Stadtteil Oberlößnitz des sächsischen Radebeul, in der Wettinstraße 22. Von 1925 bis 1958 wohnte dort der Bibliothekar und Einbandforscher Martin Bollert.

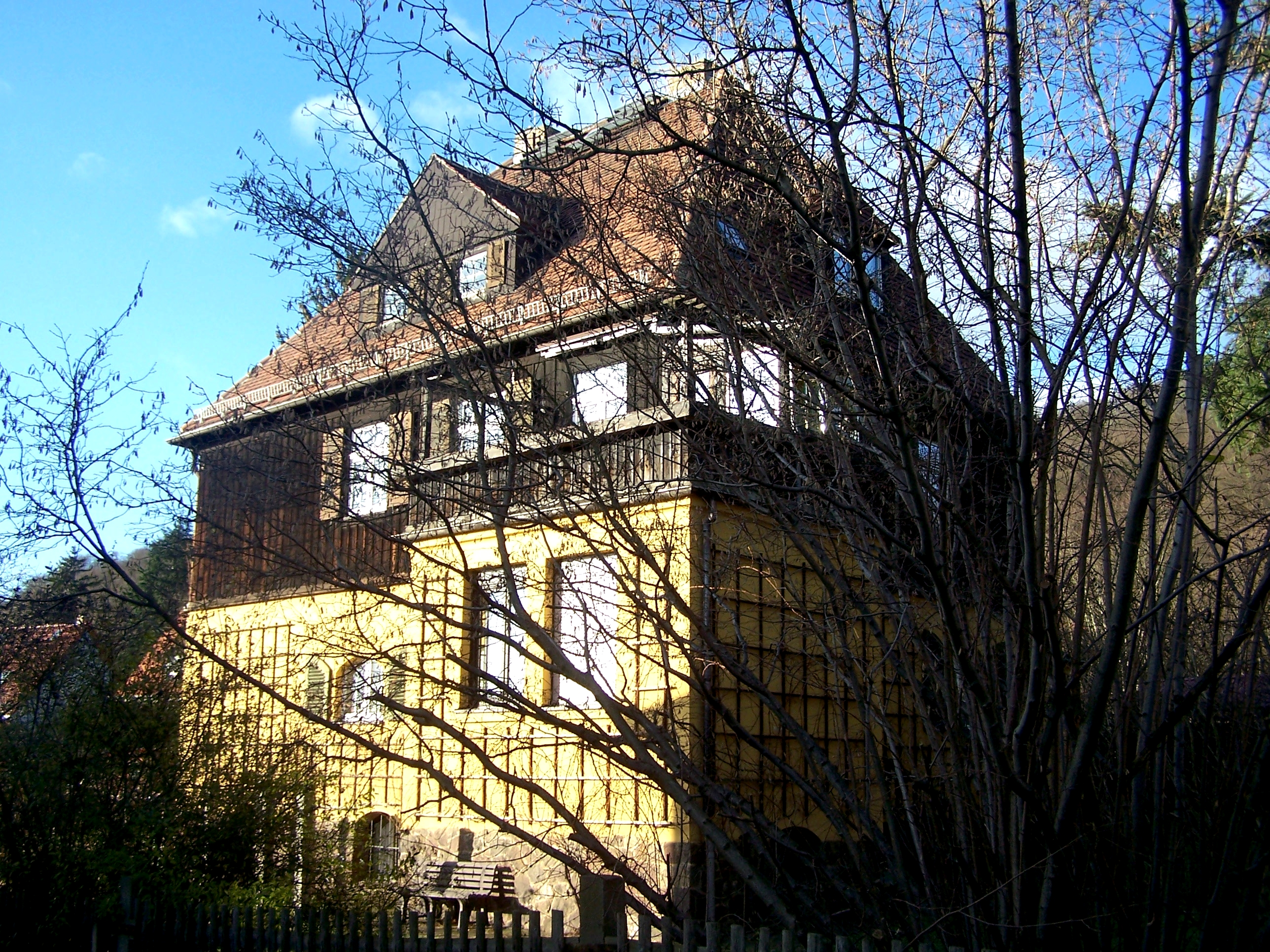
Landhaus von dem Bussche

Augustusweg 76 bis 114 unterhalb der nördlich gelegenen, verwaldeten Steillage. Die dritte Gebäudegruppe von rechts (etwa bei zwei Fünftel des Bildes) ist der Jägerberg. Unterhalb dessen, auf der Südseite der Straße, liegt das Landhaus mit gelbem Erd- und braunem Obergeschoss, hohes Ziegeldach obenauf.

## Beschreibung
Das zweigeschossige, villenartige Landhaus, auch als Wohnhaus in offener Bebauung angesprochen, wurde 1912 für den Arzt Werner Freiherr von dem Bussche-Haddenhausen als Einfamilienhaus durch den Architekten Fritz Heusinger im Stil der Heimatschutzbewegung errichtet.
Der mit der Einfriedung unter Denkmalschutz stehende Putzbau hat ein steiles Walmdach mit Walmgauben beziehungsweise Dachhäuschen sowie mit Schornsteinen an den Firstenden. Das Haus zeigt „allseitig asymmetrisch-malerische Ansichten“ und unterschiedliche Anbauten im Erdgeschoss. Nach Süden liegt das Haus über dem Hang, dort gibt es ein Souterraingeschoss und einen Verandenvorbau mit einem Austritt aus dem Obergeschoss, das verbrettert ist. Im Norden befindet sich ein erdgeschosshoher Eingangsvorbau über die gesamte Hausbreite.